# Contemporary Arts Center
Contemporary Arts Center (CAC; česky: centrum současného umění) je průkopnické moderní muzeum umění, nacházející se ve městě Cincinnati v Americkém státě Ohio. Muzeum CAC ukazuje „umění posledních pěti minut" – zaměřuje na aktuální vývoj v malířství, sochařství, fotografii a architektuře. V tomto muzeu jsou vystavováni také známí umělci jako například Andy Warhole.  
V roce 2003 se CAC přesunulo do nové budovy navrženou Zahou Hadid. Budova pokrývá přibližně 1000 m², celková plocha je 7 400 m² a má 7 pater. 